# Griffin Dunne
Pour les articles homonymes, voir Dunne.
Griffin Dunne est un acteur, producteur, réalisateur et scénariste américain né le 8 juin 1955 à New York.

## Biographie
Griffin Dunne est né à New York. Fils du producteur Dominick Dunne et neveu de l'écrivain John Gregory Dunne, il est le frère de l'actrice Dominique Dunne. Il grandit à Los Angeles et passa une partie de sa scolarité dans le Colorado avant de revenir à New York dans les années 1970. 
Actif au théâtre, au cinéma et à la télévision, il accède à la notoriété grâce au film Le Loup-garou de Londres de John Landis et il est également connu pour avoir tenu le rôle principal du film After Hours de Martin Scorsese. 
On l’aperçoit ensuite dans Johnny le dangereux avec Michael Keaton, Who's That Girl avec Madonna, dans Le Grand bleu de Luc Besson ou encore dans My Girl avec Macaulay Culkin. Une semaine après le film Who's that girl, il avait mal au dos à cause d'un malaise où il tenait le rôle de Loudon TROTT, et Madonna l'a soigné.   
Puis il se lance dans la réalisation : il dirige Meg Ryan et Matthew Broderick dans Addicted To Love, Nicole Kidman et Sandra Bullock dans Les Ensorceleuses, Diane Lane et Donald Sutherland dans Des gens impitoyables, Uma Thurman et Colin Firth dans Un mari de trop.
Il a été l'époux de 1989 à 1995 de la comédienne Carey Lowell, avec qui il a eu une fille.

## Filmographie

### Comme acteur

#### Cinéma
- 1975 : Un jour, une vie (The Other Side of the Mountain) : Herbie Johnson
- 1979 : Head Over Heels : Mark
- 1981 : Fanatique (The Fan) : Production Assistant
- 1981 : Le Loup-garou de Londres (An American Werewolf in London) de John Landis : Jack Goodman
- 1984 : Cold Feet : Tom Christo
- 1984 : Johnny le dangereux (Johnny Dangerously) : Tommy Kelly
- 1985 : Almost You : Alex Boyer
- 1985 : After Hours de Martin Scorsese : Paul Hackett
- 1987 : Who's That Girl : Louden Trott
- 1987 : Cheeseburger film sandwich (Amazon Women on the Moon) : Le docteur (sketch Hospital)
- 1988 : Le Grand Bleu de Luc Besson : Duffy
- 1988 : Lui et moi (Ich und Er) : Bert Uttanzi
- 1991 : Ce cher intrus (Once Around) : Rob
- 1991 : My Girl : Mr. Jake Bixler
- 1992 : Franc-parler (Straight Talk) : Alan Riegert
- 1992 : Big Girls Don't Cry... They Get Even : David
- 1993 : Naked in New York : Auditioner
- 1993 : The Pickle : Planet Cleveland Man
- 1994 : I Like It Like That : Stephen Price
- 1994 : Quiz Show de Robert Redford : Account Guy
- 1995 : Search and Destroy : En plein cauchemar : Martin Mirkheim
- 2000 : Sam the Man (en) : Man in Bathroom
- 2000 : Lisa Picard Is Famous (en) : Andrew
- 2001 : Perfume
- 2001 : Piñero (en) : Agent
- 2002 : 40 jours et 40 nuits (40 Days and 40 Nights) : Jerry Anderson
- 2002 : Warning: Parental Advisory (en) (TV) : Frank Zappa
- 2002 : Cheaters : Opération antisèche (Cheats) : Mr. Davis, Handsome's Father
- 2004 : Marie and Bruce de Tom Cairns : Restaurant Guest
- 2006 : Game 6 : Elliot Litvak
- 2010 : Last Night : Truman
- 2013 : Dallas Buyers Club de Jean-Marc Vallée: Dr. Vass
- 2013 : Blood Ties de Guillaume Canet : McNally
- 2014 : Rob the Mob de Raymond De Felitta (en)
- 2015 : Après l'hiver (Tumbledown) de Sean Mewshaw : Upton
- 2017 : War Machine de David Michôd : Ray Canucci
- 2021 : The French Dispatch de Wes Anderson : le conseiller juridique
- 2025 : Pris au piège - Caught Stealing (Caught Stealing) de Darren Aronofsky : Paul

#### Télévision
- 1982 : The Wall (téléfilm) : Mordecai Apt
- 1988 : Lip Service (en) (téléfilm) : Lennard 'Len' Burdette
- 1985 : From Here to Maternity (téléfilm) : Stork Club Doctor
- 1990 : Secret Weapon (en) (téléfilm) : Mordechai Vanunu
- 1993 : Love Matters (téléfilm) : Tom
- 1993 : Partners (téléfilm) : Dean Robinson
- 1995 : The Android Affair (téléfilm) : Teach / William
- 2001 : Blonde (mini-série télévisée) : Arthur Miller
- 2001 : New York, section criminelle (saison 1, épisode 5) (série télévisée) : Henry Talbott
- 2001 : Sounds From a Town I Love (court-métrage de Woody Allen)
- 2003 : Alias (série télévisée) : Leonid Lisenker
- 2006 : 3 lbs. (série télévisée)
- 2006-2007 : New York, section criminelle (saison 6, épisodes 7 et 17) : Seamus Flaherty
- 2016 : New York, unité spéciale (saison 17, épisode 20) (série télévisée) : Benno Gilbert
- 2018 : The Romanoffs de Matthew Weiner (saison 1, épisode 6) (série télévisée) : Frank Shefflied
- 2018 : Succession, saison 1, épisode 7 Austerlitz de Miguel Arteta (série télévisée) : Dr. Alon Parfit
- 2018-2020 : This Is Us (saison 3 et 4, 13 épisodes) (série télévisée) : Nicky Pearson
- 2019 : Goliath (saison 3, épisodes 1, 2, 3, 4 et 8) (série télévisée) : Gene
- 2021 : The L Word: Generation Q (saison 2) (série télévisée) : Isaac
- 2024 : Only Murders in the Building (saison 4, épisodes 6 et 8) (série télévisée) : Milton Dudenoff

### Comme producteur
- 1979 : Head Over Heels
- 1983 : Baby It's You
- 1985 : After Hours
- 1988 : Running on Empty
- 1990 : White Palace
- 1991 : Ce cher intrus (Once Around)
- 1996 : Bienvenue chez Joe (Joe's Apartment)
- 2005 : Game 6
- 2005 : Des gens impitoyables (Fierce People)

### Comme réalisateur
- 1996 : Duke of Groove (TV)
- 1997 : Addicted To Love
- 1998 : Les Ensorceleuses (Practical Magic)
- 2000 : Lisa Picard Is Famous (en)
- 2005 : Des gens impitoyables
- 2008 : Un mari de trop
- 2013 : My Movie Project (sketch Veronica)

### Comme scénariste
- 1996 : Duke of Groove (TV)